# پیش‌ششار
پیش ششار، روستایی از توابع بخش مرکزی شهرستان تنکابن در استان مازندران در ایران است.

## جمعیت
این روستا در دهستان گلیجان قرار دارد و بر اساس سرشماری مرکز آمار ایران در سال ۱۳۸۵، جمعیت آن ۴۰ نفر (۱۱خانوار) بوده‌است.